# A paripa (film)
A paripa (Secretariat) 2010-ben bemutatott életrajzi film Randall Wallace rendezésében. Főszereplők Diane Lane és John Malkovich. A film egy versenylóról és tulajdonosáról szól, aki egy háziasszony. A film készítésében az igazi Penny Chenery tanácsadóként működött közre.
DVD megjelenés: 2011. február 9., magyarországi DVD-megjelenés: 2011. február 9. (moziban nem játszották).

## Cselekménye
Denver, 1969. Penny Chenery (Diane Lane), egy négy gyermekes háziasszony anyja haláláról értesül. Vidéki farmjukon, a Meadow Stables-ben (Virginia állam) már Penny gyerekkorában is lovakat tartottak. Mostanra apja, Christopher Chenery (Scott Glenn) szellemi állapota leromlott, csak időnként tudnak vele kommunikálni. Penny fivére, Hollis és férje is el akarják adni a farmot a versenylovakkal együtt, mert a vállalkozás anyagilag veszteséges. Pennynek azonban feltűnik a könyvelésben, hogy a lovakat a tréner jóval a piaci ár alatt akarja eladni. Amikor kiderül, hogy a tréner egy konkurens farm alkalmazásában áll, Penny elbocsátja. Elhatározza, hogy talpraállítja a farmot, a lovakat pedig nem adja el. Több hetes ciklusokban ingázik a farm és az otthona között, ahol a férjén kívül két nagyobb lánya, Kate és Sarah és két kisebb fia várja.
A farmon két kanca is vemhes (Somethingroyal és Hasty Matilda). Hasty Matilda a fiatalabb és gyorsabb, Somethingroyal pedig a kitartóbb.  Egy nagyvállalkozóval, Ogden Phipps-szel olyan szerződést kötött az apja, hogy pénzfeldobással döntenek, kié melyik csikó lesz. A vállalkozónak kedvez a szerencse, ő választhat, és Hasty Matilda csikóját választja, de a végeredmény az, amit Penny szeretett volna, az övé Somethingroyal csikója, akinek később a Secretariat nevet javasolja a titkárnő.
Penny segítségére van a farm ügyeinek intézésében Mrs. Ham, apja titkárnője. A jogi ügyek intézésében Arthur B. Hancock és fia segítenek neki. Bull Hancock egy különc módon öltözködő francia-kanadai trénert, Lucien Laurin-t (John Malkovich) ajánlja trénernek, aki gyakorlatilag már visszavonult, és ezt el is mondja Pennynek, amikor megkeresi. Nem sokkal később Lucien meggondolja magát, kihívásnak tekinti a dolgot, és mivel „visszavonulása” ellenére nagyon is tisztában van az újszülött csikó potenciális képességeivel, elvállalja a ló felkészítését a versenyekre.
Secretariat (beceneve: Big Red, vagyis „Nagy vörös”) a New York-i Aqueduct versenyen áll először rajthoz. A zsoké, Paul meglehetősen fiatal és tapasztalatlan, végül a lova utolsónak ér célba.
Penny és Lucien vitatkoznak a kudarc okáról. Penny azt gondolja, hogy egy tapasztaltabb zsokéra lesz szükség. Penny repülőjáratát a rossz idő miatt törlik, így nem tud ott lenni az egyik nagylány, Kate amatőr színházi fellépésén. Fiai azonban jelen vannak és úgy tartják a telefonkagylót, hogy hallhassa a lánya hangját, amint énekel.
Penny egy tapasztalt zsokét szerez Ron Turcotte személyében. Secretariat több győzelmet arat, és „Az év lova” címet is megkapja.
Penny apja agyvérzést kap és hamarosan meghal. A farmot Penny és Hollis öröklik, azonban az örökösödési adó 6 millió dollár, amit csak akkor tudnának kifizetni, ha eladják Secretariat-ot, Penny azonban erre nem hajlandó, mert szerinte a ló reális értéke ennek 2-3-szorosa. Ogden Phipps felajánl a lóért 6-8 milliót, Penny azonban nem fogadja el az ajánlatot. Ehelyett különböző lótenyésztőket keresnek meg telefonon és részesedést ajánlanak fel nekik 190 000 dollárért, de senki sem vásárol belőle.
Eközben Frank "Pancho" Martin, egy rivális ló, Sham tulajdonosa sajtótájékoztatót tart és arra provokálja Pennyt, hogy a két ló mérje össze a képességeit az elkövetkező versenyeken.
Három héttel a Triple Crown első versenye előtt a Wood Memorial versenyen Penny azt reméli, hogy Secretariat nyerni fog, és megszerzi neki a szükséges pénzt. A ló azonban rosszul teljesít a versenyen, és már előtte is keveset evett. A verseny után kiderül, hogy a szájában egy tályog van, ami a verseny alatt zavarhatta.
A „Nagy vörös” azonban hamarosan rendbe jön, és megnyeri a Kentucky Derby-t és a Preakness Stakes-t rekord idő alatt, majd a Belmont Stakes versenyt is (31 lóhosszal), ezzel rekordot állít fel, és megnyeri a Triple Crown-t (3 verseny, egyre hosszabb távokkal, 3 államban, 5 hét alatt), ami 25 év óta egyetlen lónak sem sikerült.
A történet nem csak a lóversenyről szól, hanem egy asszony, Penny Chenery helytállásáról is.

## Szereposztás
- Diane Lane – Penny Chenery – Vándor Éva
- John Malkovich – Lucian Laurin – Epres Attila
- Dylan Walsh – Jack Tweedy – Kardos Róbert
- Margo Martindale –  Miss Ham – Szabó Éva
- Nelsan Ellis – Eddie Sweat – Nagypál Gábor
- Otto Thorwarth – Ronnie Turcotte – Anger Zsolt
- Fred Dalton Thompson – Bull Hancock – Faragó András
- James Cromwell – Ogden Phipps – Forgács Gábor
- Scott Glenn – Chris Chenery – Kajtár Róbert
- Nestor Serrano – Pancho Martin – Barbinek Péter
- Kevin Connolly – Bill Nack – Elek Ferenc
- Eric Lange – Andy Beyer – Hannus Zoltán
- Drew Roy – Seth Hancock – Szabó Kimmel Tamás
- Carissa Capobianco – Sarah Tweedy – Mánya Zsófi
- Amanda Michalka – Kate Tweedy – Csuha Bori
- Dylan Baker – Hollys Chenery – Holl Nándor
- Graham McTavish – Earl Jansen – Törköly Levente
- Ken Strunk – Dr. Manuel Gilman – Borbiczki Ferenc

## Filmezési helyszínek
Filmezési helyszínek voltak Louisville és Lexington (Kentucky állam, USA), továbbá Lafayette és Carencro (Louisiana állam).

## Fogadtatás
A paripa általában pozitív kritikákat kapott. A filmkritikusok véleményét összegző Rotten Tomatoes 64%-ra értékelte 143 vélemény alapján.
A Chicago Sun-Times prominens filmkritikusa, Roger Ebert a lehetséges 4-ből 4 csillagot adott rá és megjegyezte: „... az egész történet igazinak tűnik”.
Bill Nack, akinek a könyvén a film története alapul, megjegyezte, hogy Pancho Martin szóbeli támadása nem teszi őt „gonosz”-szá, ahogy az őt megformáló színész egy interjúban nyilatkozta. A film jobban kihangsúlyozta Martin szerepét, mint a könyv, ahol az igazi Martin által kimondott mondatok szerepeltek, ahogy Nack feljegyezte azokat.

## Bevételek
A film a harmadik helyen állt a nyitóhétvégéjén 12,6 millió dolláros bevételével, ezzel csak kicsit maradt le a Közösségi háló és a Life as We Know It mögött.

## Házimozi
A paripa a Walt Disney Studios Home Entertainment gondozásában DVD-n és 2-lemezes Blu-ray kiadásban is megjelent 2011. január 30-án. Bónuszok a DVD-n: törölt jelenetek, és rendezői utasítások. A Blu-ray bónuszai: a versenyek felvételeinek készítése, interjú Penny Chenery-vel, Secretariat 1973-as „Preakness” versenyének adatai.A paripa digitális letöltéssel is megvásárolható az iTunes Store-ban. Online elérhető a Netflix-en.

## Fordítás
- Ez a szócikk részben vagy egészben  a   Secretariat (film) című angol Wikipédia-szócikk fordításán alapul.  Az eredeti cikk szerkesztőit annak laptörténete sorolja fel. Ez a jelzés csupán a megfogalmazás eredetét és a szerzői jogokat jelzi, nem szolgál a cikkben szereplő információk forrásmegjelöléseként.